# 扎斯塔瓦M80突擊步槍
扎斯塔瓦M80（英語：Zastava M80）是一款在1980年代由當時的南斯拉夫扎斯塔瓦武器公司所研製和生產的突击步枪，既是蘇聯AKM突擊步槍的本土修改生產型：M70的進一步衍生型，亦是其西式5.56×45毫米北約口徑版本。

## 概述
扎斯塔瓦M80裝填並發射5.56×45毫米北約口徑步枪子彈，除了裝有更長的槍管，還在槍口裝有消焰器。它是一枝氣動式傳動活塞、氣冷式槍管、彈匣供彈、擊發調變式槍械。
這枝步槍也具有其獨特的設計特徵，其中包括可調節的導氣系統，具有三段設置，非常可靠，使其非常適合裝上消聲器或發射槍榴彈。
M80具有與同廠的M70相同的三個護木散熱孔，根據客戶的要求，還可在步槍以上安裝皮卡汀尼導軌，以便安裝光學電子設備。

## 衍生型
- M80——裝有固定木製槍托的標準版本。
- M80AB1——與M80相同，但改為裝上與AKMS相同的折疊式槍托。

M82是M80的轻机枪版本；而M90是在1990年以M80為藍本，並以新技術與工藝生產的改進型。
而M85實為M90的卡賓槍型，而非M80的，儘管發射的也是5.56×45毫米北約口徑步枪子彈。

## 來源
- Walter, John. . Krause Publications. 2006: 213–. ISBN 0-89689-241-7.[]
- 12. : 227. 5 .56 mm M80 rifle with wooden stock and M80A with /olding metal stock

## 外部連接
- （英文）—.   [2018-09-24]. （原始内容存档于2019-08-18）.
- （简体中文）—D Boy Gun World（槍炮世界）—M80/M80A突击步枪，M82/M82A轻机枪 （页面存档备份，存于）